# Глебова, Наталия Васильевна
Наталия Васильевна Глебова (род. 12 августа 1951 года) — российский художник, член-корреспондент Российской академии художеств (2012).

## Биография
Родилась 12 августа 1951 года в Москве.
В 1980 году — окончила Московский художественный институт имени В. И. Сурикова, монументальная мастерская профессора К. А. Тутеволь.
С 1984 года — член Московского союза художников.
В 2012 году — избрана членом-корреспондентом Российской академии художеств от Отделения живописи.
С 2015 года — член Союза художников России.

## Творческая деятельность
Основные работы: мозаики на фасадах дома «Коперник», картины — «Прыгающий в воду» (2012), «Дождь на реке» (2012), «Замковый камень» (2009), «На остров Эгина» (2016), «Дуэт» (2014).
Произведения представлены в Государственной Третьяковской Галерее, Новосибирской картинной галерее, Вологодской картинной галерее, Кемеровском областном краеведческом музее, Оренбургском областном музее изобразительных искусств, Вятском художественном музее имени братьев Васнецовых.